# Bolbocerastes imperialis
Bolbocerastes imperialis es una especie de coleóptero de la familia Geotrupidae.

## Subespecies
- Bolbocerastes imperialis imperialis (Cartwright, 1953)
- Bolbocerastes imperialis kansanus (Cartwright, 1953)

## Distribución geográfica
Habita en México y Estados Unidos.